# Hengshan (köpinghuvudort i Kina, Zhejiang Sheng, lat 29,18, long 119,21)
Hengshan (kinesiska: 横山镇) är en köpinghuvudort i Kina. Den ligger i provinsen Zhejiang, i den östra delen av landet, omkring 150 kilometer sydväst om provinshuvudstaden Hangzhou. Antalet invånare är 24 281. Befolkningen består av 12 048 kvinnor och 12 233 män. Barn under 15 år utgör 14,0 %, vuxna 15-64 år 70 %, och äldre över 65 år 14,0 %.
Runt Hengshan är det ganska tätbefolkat, med 144 invånare per kvadratkilometer. Närmaste större samhälle är Huzhen, 15,2 km sydost om Hengshan. Trakten runt Hengshan består till största delen av jordbruksmark.
Genomsnittlig årsnederbörd är 2 198 millimeter. Den regnigaste månaden är juni, med i genomsnitt 453 mm nederbörd, och den torraste är oktober, med 69 mm nederbörd.